# 黄金のワンスプーン!
『黄金のワンスプーン!』（おうごんのワンスプーン!）は、TBS系列で2023年10月16日から放送されている料理バラエティ番組である。レギュラー放送終了後は単発特番で放送している。MCはSnow Manの宮舘涼太。レギュラー放送時は『日本全国さすらい料理バラエティ 黄金のワンスプーン!』というタイトルで放送していた。

## 概要
Snow Man屈指の料理好きである宮舘が日本各地を旅し、その土地で愛されている旬の食材を使って、さまざまなアイデア料理を披露する番組。当初はロケ企画のみであったが、2025年2月28日の放送回からは自身が食材を調達するロケ企画に加え、自身がオーナーシェフとなり、美食家たちが集まるレストラン「ダテ・ド・ボヌール」にてお客様であるゲストの目の前で創作料理を振る舞うスタジオ企画も放送されている。

## 放送日程

### レギュラー放送（深夜番組時代）
| 回数 | 放送日         | 放送時間       | ゲスト                       |
| ---- | -------------- | -------------- | ---------------------------- |
| 1    | 2023年10月16日 | 23:56 - 翌0:26 | 長谷川忍（シソンヌ）         |
| 2    | 2023年10月23日 | 23:56 - 翌0:26 | 長谷川忍（シソンヌ）         |
| 3    | 2023年10月30日 | 23:56 - 翌0:26 | なすなかにし                 |
| 4    | 2023年11月6日  | 23:56 - 翌0:26 | なすなかにし                 |
| 5    | 2023年11月13日 | 23:56 - 翌0:26 | 平子祐希（アルコ&ピース）    |
| 6    | 2023年11月20日 | 23:56 - 翌0:26 | 平子祐希（アルコ&ピース）    |
| 7    | 2023年11月27日 | 23:56 - 翌0:26 | 近藤春菜（ハリセンボン）     |
| 8    | 2023年12月4日  | 23:56 - 翌0:26 | 近藤春菜（ハリセンボン）     |
| 9    | 2023年12月11日 | 23:56 - 翌0:26 | 柴田英嗣（アンタッチャブル） |
| 10   | 2023年12月18日 | 23:56 - 翌0:26 | 柴田英嗣（アンタッチャブル） |

### 単発特番時代
| 回数 | 放送日         | 放送時間      | サブタイトル                                                   | ゲスト | 備考                         |
| ---- | -------------- | ------------- | -------------------------------------------------------------- | --- | ---------------------------- |
| 1    | 2023年12月23日 | 14:00 - 14:54 | 聖なる夜に宮舘を添えて                                         | |                              |
| 2    | 2024年1月19日  | 22:00 - 22:54 | 冬の三浦半島食べ尽くし!SP                                      | 石原良純 中西茂樹（なすなかにし）                                                                                    | 初のプライム帯および全国放送 |
| 3    | 2024年2月17日  | 14:00 - 14:54 | 冬の鎌倉ふれあい旅!SP                                          | 坂井真紀 平子祐希（アルコ&ピース）                                                                                   | 土曜☆ブレイク枠での放送      |
| 4    | 2024年7月6日   | 14:00 - 14:54 | -                                                              | 松村北斗（SixTONES） 飯尾和樹（ずん） 松本若菜 藤井隆                                                                | 土曜☆ブレイク枠での放送      |
| 5    | 2024年10月11日 | 18:30 - 22:00 | 「それSnow Manにやらせて下さい」×「黄金のワンスプーン!」合体SP | 柳楽優弥 坂東龍汰 齋藤飛鳥 柴田英嗣（アンタッチャブル） 中岡創一（ロッチ)                                            | 初のゴールデン帯             |
| 6    | 2025年1月1日   | 06:30 - 07:20 | 新春から宮舘を添えてSP                                         | 中西茂樹（なすなかにし） 佐藤栞里 バイきんぐ チョコレートプラネット 見取り図                                         |                              |
| 7    | 2025年1月31日  | 19:00 - 22:00 | 「それSnow Manにやらせて下さい」×「黄金のワンスプーン!」合体SP | 磯村勇斗 後藤輝基（フットボールアワー） 深澤辰哉（Snow Man）                                                         |                              |
| 8    | 2025年2月28日  | 18:30 - 22:00 | 「それSnow Manにやらせて下さい」×「黄金のワンスプーン!」合体SP | 戸田恵子 中島健人 八嶋智人 後藤輝基（フットボールアワー）                                                            |                              |
| 9    | 2025年3月28日  | 20:55 - 22:00 | -                                                              | 宮澤エマ 城田優 梅沢富美男 後藤輝基（フットボールアワー）                                                            |                              |
| 10   | 2025年5月9日   | 20:55 - 22:00 | 母の日直前SP                                                   | 藤本美貴 北斗晶 土屋アンナ 阿部寛 道枝駿佑（なにわ男子） 柴田英嗣（アンタッチャブル） 後藤輝基（フットボールアワー） |                              |
| 11   | 2025年6月6日   | 21:10 - 22:00 | -                                                              | 尾上松也 坂本昌行（20th Century） 月城かなと 森星 柴田英嗣（アンタッチャブル）                                       |                              |
| 12   | 2025年6月20日  | 21:10 - 22:00 | -                                                              | 清原果耶 成田凌 後藤輝基（フットボールアワー） 柴田英嗣（アンタッチャブル）                                          |                              |
| 13   | 2025年7月4日   | 20:55 - 22:00 | -                                                              | 髙橋海人（King & Prince） 中村倫也 新木優子 豊田裕大 石原良純 後藤輝基（フットボールアワー）                         |                              |
| 14   | 2025年7月11日  | 20:55 - 22:00 | 初夏のエレガントキャンプSP                                     | 河合郁人 後藤輝基（フットボールアワー）                                                                              |                              |
| 15   | 2025年8月15日  | 20:55 - 22:00 | -                                                              | 長野博（20th Century） 後藤輝基（フットボールアワー） ファーストサマーウイカ                                         |                              |

## 出演者
オーナーシェフ（MC）
- 宮舘涼太（Snow Man）

ホール責任者
- 後藤輝基（フットボールアワー）

2025年3月28日放送回より「ダテ・ド・ボヌール」のホール責任者として出演。
- 柴田英嗣（アンタッチャブル）

2025年6月6日放送回より「ダテ・ド・ボヌール」のホール責任者として出演。

## レシピ一覧
| 回数 | 料理名                                                                                  | テーマ             | テーマ               |
| 回数 | 料理名                                                                                  | 食材               | 産地                 |
| ---- | --------------------------------------------------------------------------------------- | ------------------ | -------------------- |
| 1    | 栗のカネロニ～宮舘を添えて～                                                            | 栗                 | 長野県小布施町       |
| 2    | 松茸香る真鯛のポワレ セルクル仕立て アチェトソースと宮舘を添えて                        | 松茸               | 長野県上田市         |
| 3    | 江戸前オイスターと梨のスパナコリゾ～宮舘を添えて～                                      | 牡蠣               | 千葉県富津市         |
| 4    | かぶのファルファッレとブルーテソース〜宮舘を添えて〜                                    | カブ               | 千葉県柏市           |
| 5    | しらすのアンサンブル〜宮舘を添えて〜                                                    | しらす             | 神奈川県茅ヶ崎市     |
| 6    | 開成弥一芋の三重奏とローストチキンのグランメール風〜宮舘を添えて〜                      | 里芋               | 神奈川県開成町       |
| 7    | 魔法の杖のフルコース〜宮舘を添えて〜                                                    | 深谷ねぎ           | 埼玉県深谷市         |
| 8    | 黄金かぼすのバヴァロア〜宮舘を添えて〜                                                  | カボス             | 埼玉県秩父市         |
| 9    | 魔法のパテ・アンクルート〜宮舘を添えて〜                                                | 卵                 | 栃木県宇都宮市       |
| 10   | ナターレ・ポッロ・ボロネーゼ〜宮舘を添えて〜                                            | ニラ               | 栃木県鹿沼市         |
| 11   | プレゼンテ・ブレッド・ボールシチュー～聖なる夜にSnow Manを添えて～                      | -                  | -                    |
| 12   | 三浦大根とまぐろのミルフィーユ鉄板ステーキ                                              | マグロ 三浦大根    | 神奈川県三浦市       |
| 13   | 三浦大根と三崎マグロのリゾット                                                          | マグロ 三浦大根    | 神奈川県三浦市       |
| 14   | 鎌倉はまぐりと白菜のシェルアンドフジッリ クレマデフォルマッジ〜宮舘を添えて〜           | ハマグリ 白菜      | 神奈川県鎌倉市       |
| 15   | かぼちゃのソースブランシュ 夏野菜のミルフィーユ〜宮舘を添えて〜                         | カボチャ           | 神奈川県横須賀市     |
| 16   | たこ焼き・デ・ケークサレ〜宮舘を添えて〜                                                | タコ               | 神奈川県横須賀市     |
| 17   | うな重御膳〜自然薯を添えて〜                                                            | ウナギ             | 埼玉県杉戸町         |
| 18   | アンロベ•ド•アンギーユソースバルサミーク〜宮舘を添えて〜                                | ウナギ             | 茨城県かすみがうら市 |
| 19   | 丸ごとシルクスイートのマッケンチーズグラタン〜宮舘を添えて〜                            | サツマイモ         | 茨城県鉾田市         |
| 20   | 秋ナスと秋鮭のアンシャンテ ア・ラ・プランチャ〜宮舘を添えて〜                           | ナス               | 群馬県前橋市         |
| 21   | 開運!餅ソース                                                                           | 餅                 | -                    |
| 22   | 大和芋と牡蠣のルージュブランクインテット”ソースに抱かれて甘美な夢を”〜宮舘を添えて〜    | 大和いも           | 千葉県多古町         |
| 23   | グリエ ドゥ シュー ファルシ〜宮舘を添えて〜                                             | 灯台キャベツ       | 千葉県銚子市         |
| 24   | ホンビノス貝と春野菜のアンサンブル ジュリエンヌのエチェべ〜宮舘を添えて〜               | ホンビノスガイ     | 千葉県船橋市         |
| 25   | 冷製トマトファルシ”ローズ・デ・パッション”〜宮舘を添えて〜                              | トマト（てるて姫） | 茨城県桜川市         |
| 26   | 常陸牛のシュラスコ“デ・フラムドール”～宮舘を添えて～                                    | 常陸牛             | 茨城県常陸太田市     |
| 27   | 常陸牛のコフル・オ・トレゾール～宮舘を添えて〜                                          | 常陸牛             | 茨城県常陸太田市     |
| 28   | たけのこのルニドワゾーと3種のスプーン 小鳥たちのさえずりを感じて～宮舘を添えて〜        | タケノコ           | 神奈川県横浜市       |
| 29   | たけのことアスパラのヴィシソワーズ・ドゥース 我が子を愛でる母の優しさ風～宮舘を添えて〜 | タケノコ           | 神奈川県横浜市       |
| 30   | 灯台キャベツとフォアグラの“アンロベ・ド・シャンティ”～宮舘を添えて〜                    | -                  | -                    |
| 31   | 湘南しらすのサプライ寿司～宮舘を添えて〜                                                | -                  | -                    |
| 32   | 鎌倉産はまぐりのボン・ビジュー～宮舘を添えて〜                                          | -                  | -                    |
| 33   | 新たまねぎのミステール・ダンズ・アン・ヴェール～宮舘を添えて〜                          | 白子たまねぎ       | 千葉県白子町         |
| 34   | 新たまねぎカドー・ドゥ・ソレイユ～宮舘を添えて〜                                        | 白子たまねぎ       | 千葉県白子町         |

## イベント
『Tokyo Creative Salon 2025 Akasaka』×『黄金のワンスプーン！』コラボ
2025年3月21日から23日の11時から18時にかけて、『Tokyo Creative Salon 2025 Akasaka』と『黄金のワンスプーン！』コラボ企画として番組内で登場するオリジナルキッチンカー、通称、“幸せを運ぶレッドカーペット”が赤坂サカスに展示された。また初回放送時から着用されてきた番組衣装2点に加え、2025年3月28日の放送から着用される新衣装も放送に先駆けて赤坂サカス広場で先行公開された。

## スタッフ

### レギュラー版
- プロデューサー - 渡邊奈津子、伊藤瑛梨[14]
- 総合演出 - 倉田敬之
- 編成 - 松本佳奈子
- 製作 - ROFL、TBS

### 単発特番
- ナレーター - 三村ロンド
- 構成 - 石塚祐介、髙橋秀一、平出尚人
- TD - 山田洋和
- CAM - 青木俊
- 照明 - 齋藤卓
- ロケCAM - 中村昇一郎
- ロケ音声 - 坂本隼人
- 編集 - 神宮寺曉
- MA - 齊藤亮
- 音効 - 岡田淳一
- 美術 - 落合竜司、岩井愛、矢納采佳
- 協力 - Clecca cooking、池田屋、ReveL、ViC
- 宣伝 - 糸井桂子・平岡紗哉（共にTBSテレビ）
- デスク - 安部景子
- 編成 - 松本佳奈子
- AD - 関口葵聖来、森田望楓、中川結衣
- AP - 山田大揮、辰馬成拓
- ディレクター - 橋本伸行・渡邉巽・築舘健太（共にROFL）
- 演出 - 倉田敬之（ROFL）
- プロデューサー - 渡邊奈津子・伊藤瑛梨（共にROFL）
- 製作 - ROFL、TBS